# Блуминг-Прери (тауншип, Миннесота)
Блуминг-Прери (англ. Blooming Prairie) — тауншип в округе Стил, Миннесота, США. На 2000 год его население составило 519 человек.

## География
По данным Бюро переписи населения США площадь тауншипа составляет 90,6 км², из которых 89,2 км² занимает суша, а 1,3 км² — вода (1,49 %).

## Демография
По данным переписи населения 2000 года здесь находились 519 человек, 177 домохозяйств и 138 семей.  Плотность населения —  5,8 чел./км².  На территории тауншипа расположено 183 постройки со средней плотностью 2,1 построек на один квадратный километр. Расовый состав населения: 97,11 % белых, 0,19 % афроамериканцев, 2,12 % азиатов, 0,39 % — других рас США и 0,19 % приходится на две или более других рас. Испанцы или латиноамериканцы любой расы составляли 1,35 % от популяции тауншипа.
Из 177 домохозяйств в 45,2 % воспитывались дети до 18 лет, в 69,5 % проживали супружеские пары, в 4,0 % проживали незамужние женщины и в 22,0 % домохозяйств проживали несемейные люди. 19,2 % домохозяйств состояли из одного человека, при том 10,2 % из — одиноких пожилых людей старше 65 лет. Средний размер домохозяйства — 2,93, а семьи — 3,40 человека.
33,1 % населения — младше 18 лет, 6,6 % — в возрасте от 18 до 24 лет, 29,5 % — от 25 до 44, 19,7 % — от 45 до 64, и 11,2 % — старше 65 лет. Средний возраст — 34 года. На каждые 100 женщин приходилось 104,3 мужчин.  На каждые 100 женщин старше 18 приходилось 111,6 мужчин.
Средний годовой доход домохозяйства составлял 45 625 долларов, а средний годовой доход семьи —  46 500 долларов. Средний доход мужчин —  34 375  долларов, в то время как у женщин — 24 219. Доход на душу населения составил 18 189 долларов. За чертой бедности находились 9,2 % семей и 8,6 % всего населения тауншипа, из которых 5,0 % младше 18 и 15,8 % старше 65 лет.